# Мур, Шамик
Шами́к А́льти Мур (англ. Shameik Alti Moore; род. 4 мая 1995) — американский актёр, танцор и рэпер.

## Карьера
Мур начал карьеру с эпизодических ролей на телевидении, появившись в сериалах «Дом семейства Пэйн» и «Рид между строк». Известность ему принесла роль Малкольма в фильме «Наркотик», премьера которого состоялась на фестивале «Сандэнс».
Мур был одним из ведущих актёров сериала Netflix «Отжиг», выходившего с августа 2016 по апрель 2017 года.
В апреле 2017 года было объявлено, что Мур озвучит Майлза Моралеса в анимационном фильме «Человек-паук: Через вселенные».

## Фильмография

### Кино
| Год  | Русское название                | Оригинальное название               | Роль                         | Примечания |
| ---- | ------------------------------- | ----------------------------------- | ---------------------------- | ---------- |
| 2012 | Радостный шум                   | Joyful Noise                        | Мастер                       |            |
| 2015 | Наркотик                        | Dope                                | Малкольм Адеканби            |            |
| 2018 | Притворщики                     | Pretenders                          | Фил                          |            |
| 2018 | Человек-паук: Через вселенные   | Spider-Man: Into the Spider-Verse   | Майлз Моралес / Человек-паук |            |
| 2019 | Пусть идёт снег                 | Let it Snow                         | Стюарт                       |            |
| 2023 | Человек-паук: Паутина вселенных | Spider-Man: Across the Spider-Verse | Майлз Моралес / Человек-паук |            |
| TBA  | Город головорезов               | Cut Throat City                     | Блинк                        |            |

### Телевидение
| Год       | Русское название             | Оригинальное название                | Роль               | Примечания                      |
| --------- | ---------------------------- | ------------------------------------ | ------------------ | ------------------------------- |
| 2011      | Дом семейства Пэйн           | House of Payne                       | Данте              | Эпизод: «Playing with Fire»     |
| 2011      | История эльфа: Эльф на полке | An Elf's Story: The Elf on the Shelf | Зарф (озвучивание) | Телевизионный фильм             |
| 2011      | Рид между строк              | Reed Between the Lines               | Блейк              | Эпизод: «Let's Talk About Hair» |
| 2012–2013 | Невероятная команда          | Incredible Crew                      | разные роли        | Постоянная роль, 13 эпизодов    |
| 2013      | Ватсоны едут в Бирмингем     | The Watsons Go to Birmingham         | Джеймс-младший     | Телевизионный фильм             |
| 2016–2017 | Отжиг                        | The Get Down                         | Шаолинь Фантастик  | Постоянная роль, 11 эпизодов    |
| 2019      | Wu-Tang: Американская сага   | Wu-Tang: An American Saga            | Sha                | Постоянная роль, 10 эпизодов    |
| TBA       |                              | Bright Futures                       | Аарон              | Телевизионный фильм             |

## Дискография
- I Am Da Beat (2012)
- 30058 (2015)